# Šťastné slunce
Šťastné slunce je v pořadí první píseň v prvním studiovém albu šansoniérky Hany Hegerové nazvaném Šansony. Jedná se o českou verzi americké popové písně That Lucky Old Sun, která vyšla poprvé v roce 1949. Hudbu složil Beasley Smith a původní text napsal Haven Gillespie. Autorem českého textu je Jaromír Vomáčka.